# Juliette Hurel
Juliette Hurel est une flûtiste française, née le 14 mai 1970 à Auxerre.

## Biographie
Premier prix de flûte et premier prix de musique de chambre à l’unanimité au Conservatoire de Paris, elle est lauréate de nombreux concours internationaux tels que ceux de Darmstadt, Kobé, Bucarest ou le concours Jean-Pierre-Rampal. En 2004, elle est nommée pour les « Révélations de l’année » aux Victoires de la musique classique,.
Elle se produit aux côtés de musiciens comme Gary Hoffman, Youri Bashmet, Shlomo Mintz, Marielle Nordmann, Jean-Guihen Queyras, Stephen Kovacevich, le Trio Wanderer… Elle a créé Awabi pour flûte seule et Ragatala pour flûte et piano de Christian Lauba avec Hélène Couvert, au Festival des forêts et au festival des Serres d'Auteuil. On la retrouve régulièrement en soliste avec l’Orchestre d’Auvergne, l’Orchestre de chambre de Toulouse, l’Orchestre de Bretagne, l’Orchestre de l’Opéra de Rouen, l’Orchestre symphonique et lyrique de Nancy, Les Siècles, l'Orchestre symphonique métropolitain de Tokyo… Ainsi que sur des scènes telles que La Cité de la musique, Grand Théâtre de Provence, la Roque d’Anthéron, La Folle Journée de Nantes, Festival de la Meije, Colmar, Auvers-sur-Oise, Festival 1001 Notes, les Flâneries musicales de Reims… 
Depuis 1998, Juliette Hurel occupe le poste de flûte solo de l’Orchestre philharmonique de Rotterdam, dirigé par Valery Gergiev et depuis 2008 par Yannick Nézet-Séguin.
Elle est également professeure de musique au Conservatoire royal de La Haye puis au  Conservatoire de Rotterdam.

## Discographie
- Souvenirs de Hongrie avec Joséphine Olech et Sélim Mazari chez Collection 1001 Notes
- Impressions françaises chez Zig-Zag
- CPE Bach : Concertos pour flûte
- Haydn - Flûte & piano - transcription de quatuor, avec Hélène Couvert
- Musique pour flûte du XXe siècle
- Martinů & Prokofiev : Œuvres pour flûte
- Dusapin : concertos
- Saint-Saëns : Carnaval des animaux
- Compositrices à l’aube du XXe siècle : œuvres de Mel Bonis, Lili Boulanger, Clémence de Grandval, Cécile Chaminade et Augusta Holmès par Juliette Hurel (flûte) et Hélène Couvert (piano) (2020, Alpha Classics/Outhere Music)[5].
- Poétiques de l'instant II, avec le quatuor Voce : Ma mère l'Oye de Maurice Ravel, dans une transcription pour septuor écrite par Emmanuel Ceysson et une Introduction et allegro de Maurice Ravel, aux côtés de Rémi Delangle (clarinette) et Emmanuel Ceysson (harpe), juin 2023 (Alpha Classics)
- Nature romantique : œuvres de Carl Maria von Weber, Franz Schubert et Carl Reinecke - Juliette Hurel (flûte), Hélène Couvert (piano) et Emmanuelle Bertrand (violoncelle), juillet 2023 (Alpha Classics)